# Jevlaški rajon
Jevlaški rajon (azerski: Yevlax rayonu) je jedan od 66 azerbajdžanskih rajona. Jevlaški rajon se nalazi na sjeveru Azerbajdžana. Središte rajona je Jevlah. Površina Jevlaškog rajona iznosi 1.540 km². Jevlaški rajon je prema popisu stanovništva iz 2009. imao 117.803 stanovnika, od čega su 55.535 muškarci, a 62.268 žene.
Jevlaški rajon se sastoji od 32 općine.